# Burg Starý Herštejn

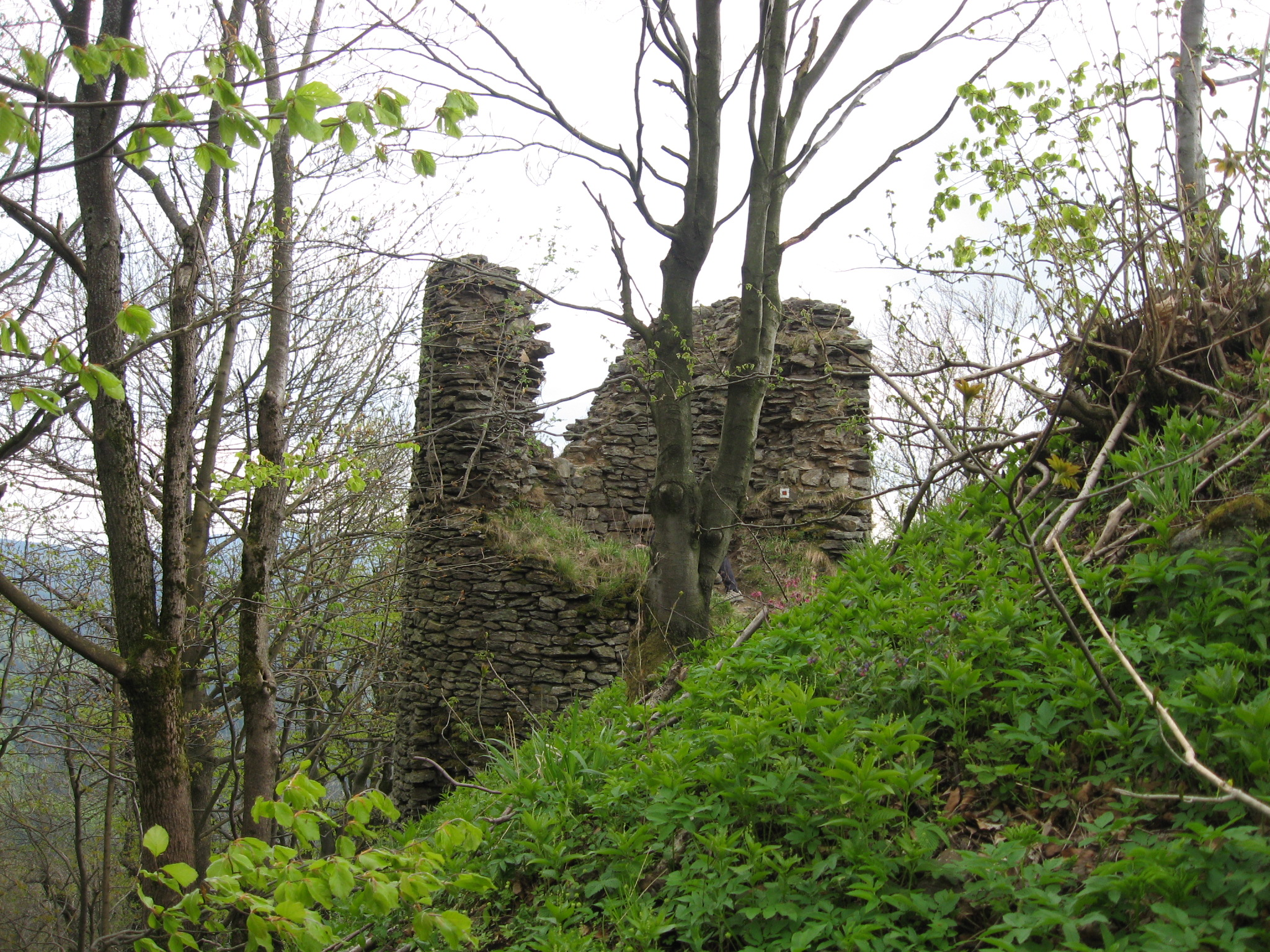
Burgruine

Die Burgruine Starý Herštejn (deutsch: Hirschstein) befindet sich im Plzeňský kraj im Okres Domažlice in Tschechien. Die Ruine der Höhenburg liegt knapp zwei Kilometer südwestlich von Vranov auf dem gleichnamigen 878 m hohen Berg über dem Quellgrund der Pivoňka.

## Geschichte
Die ehemalige Königsburg wurde urkundlich erstmals 1272 als Eigentum des Ritters Protivec von Hirschstein (Protivec z Herštejna) erwähnt. 1328 ging die Burg an den Pfalzgrafen bei Rhein über, danach in das Eigentum des böhmischen Königs Johann von Luxemburg, der sie 1331 dem Prager Bischof Jan IV. von Draschitz verkaufte. Am 17. Mai 1421 eroberten die Hussiten die Burg Hirschstein. Nach 1437 erwarb Dobrohost von Ronsperg die Burg, 1459 auch die Burg Ronsperg. Dessen Sohn Zdeniek Dobrohost von Ronsperg (Zdeněk Dobrohost z Ronšperka) war ein bekannter Raubritter und nutzte die Burgen für Plünderungen. Truppen des Königs Vladislav II. im Auftrag des Landesverwesers Zdeniek Lev von Rosental (Zdeněk Lev z Rožmitálu) eroberten die Burgen und zerstörten sie. Der Raubritter Zdeniek Dobrohost konnte in die bayerische Burg Flossenbürg fliehen, kehrte aber nie mehr zurück.
Der mythologischen Überlieferung nach wurde die Burg Hirschstein bereits im Jahre 797 von dem aus Friesland stammenden Ritter Ratibold von Egmont gegründet: Auf der Suche nach seiner in den Wäldern verschollenen Gattin Elsa traf Ratibold auf eine weiße Hirschkuh, von welcher Elsa genährt worden war. In der Nähe dieser Stelle gründete der Ritter die Burg Hirschstein, und der eigentliche Ort des Wiedersehens wurde Elsenberg genannt, wovon sich der Name des Liesa- oder Lissaberges abgeleitet haben soll (Lysá hora).
Zu besichtigen sind Reste der Schutzmauer, des Grabens und des Bergfrieds.